# Décio da Fonseca Ribeiro
Décio da Fonseca Ribeiro (Lages, 19 de julho de 1952) é um político brasileiro.
Filho de Dimas Alcides Ribeiro e de Genny da Fonseca Ribeiro. Casou com Sandra Sell Ribeiro, pais de Gabriel Sell Ribeiro.

## Carreira
Foi deputado à Assembleia Legislativa de Santa Catarina na 13ª legislatura (1995 — 1999).
Foi prefeito de Lages de 1997 a 2000, eleito pelo Partido Democrático Trabalhista (PDT).